# Unisson
Pour l’article ayant un titre homophone, voir Unison.
En musique, un unisson désigne à la fois un intervalle musical et un passage musical basé sur cet intervalle. Ce deuxième cas correspond à l'intervalle harmonique d'unisson lorsqu'une même note de musique ou une même mélodie est jouée simultanément par plusieurs instruments de musique ou chanteurs.
En théorie de la musique, un unisson (parfois appelé prime) est l'intervalle zéro, puisque ses deux bornes ont la même hauteur.

## Chant à l'unisson
L'expression jouer ou chanter à l'unisson se dit quand plusieurs pupitres d'un orchestre ou d'un chœur exécutent simultanément une mélodie identique, même si elle est entendue sur une ou plusieurs octaves. Par exemple, le début du premier thème du premier mouvement de la symphonie no 9 de Beethoven est joué à l'unisson par tout l'orchestre et sur cinq octaves.

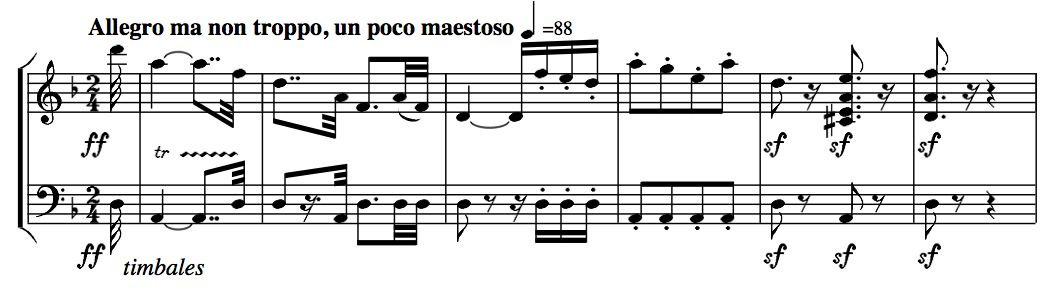
Premières mesures du thème A jouées à l'unisson
sur cinq octaves par tout l'orchestre et soutenues par les timbales.

Dans le domaine du chant et dans des contextes informels tels qu'une répétition, l'unisson entre voix d'hommes et de femmes est parfois confondu avec l'octave. « Pour s'assurer que l'octave est presque un unisson il suffit de remarquer que quand les voix mâles et féminines chantent ensemble elles entonnent presque toujours l'octave croyant entonner l'unisson » (Jean-Philippe Rameau),.

## Unisson mélodique et unisson harmonique
Un intervalle musical constitué d'une note et de sa répétition forme un unisson, par exemple do-do à la même hauteur. Comme tout intervalle, l'unisson peut être mélodique lorsque ses deux notes sont émises successivement, ou harmonique lorsqu'elles sont émises simultanément.
Un unisson est un intervalle « juste », mais dans la pratique il n'est pas augmenté ou diminué : cette qualification n'est donc pas utilisée.
Le renversement de l'unisson est l'octave. Le redoublement de l'unisson est également l'octave.
L'unisson est le seul intervalle avec la seconde diminuée (enharmonie) à ne produire aucun mouvement mélodique et à ne contenir qu'une seule hauteur harmonique.

## Intervalles de l'unisson
En harmonie tonale, l'intervalle de l'unisson est l'intervalle harmonique P avec P = 0. Dans la tonalité de do, c'est l'intervalle unisson entre les deux notes do et do, c'est-à-dire le son do. Il s'agit donc de la répétition du son.
En analyse harmonique, l'unisson ne fait partie d'aucun accord.
En jazz, les périodes du blues et le blues en général comportent en général des passages à l'unisson.
En funk, les chœurs sont presque toujours à l'unisson.
En musique baroque comme en musique classique, c'est le passage au diapason avant le concert qui est à l'unisson. L'unisson est aussi utilisé lors des accompagnements de morceaux ou opéras instrumentaux du XVIIIe siècle : ainsi la célèbre Suite pour violoncelle no 1 en sol majeur BWV 1007 de Jean-Sébastien Bach utilise des unissons dans l'adagio initial. En musique classique, la pratique la plus répandue de l'unisson consiste en l'utilisation de l'unisson pour les parties des parties à voix (d'où le caractère populaire de l'emploi du mot unisson par Jean-Philippe Rameau). La pratique a perduré au XXe siècle, notamment dans la musique de film.
En blues et dans le rock, les unissons sont très courants, par exemple dans les chœurs d'accompagnement, souvent repris par le public dans les concerts de Pink Floyd ou les Têtes raides. Les exemples les plus célèbres sont sans doute les passages à l'unisson qui se développent au-dessus du couplet dans Sweet Home Chicago ou The Boxer de Simon and Garfunkel.
Dans le punk rock, Johnny Thunders — guitariste des New York Dolls —, les Sex Pistols, Pere Ubu, les Stiff Little Fingers ou encore Hüsker Dü jouait à l'unisson avec un autre instrument (généralement une seconde guitare).
Le punk et le power pop ont repris cette pratique, on peut citer dans le punk Green Day et dans le power pop Raspberries ou Cheap Trick.
Les unissons sont aussi très présents dans le heavy metal, notamment grâce à des chœurs.